# Mental Funeral
Mental Funeral är det amerikanska death metal-bandet Autopsys andra studioalbum, släppt 1991 av Peaceville Records. Låttexterna belyser bland annat skräck, tortyr och våld. 

## Låtlista
- Text: Chris Reifert (spår 1–4, 6–12), Eric Cutler (spår 5)
- Musik: Autopsy

| Nr           | Titel                       | Längd |
| ------------ | --------------------------- | ----- |
| 1.           | Twisted Mass of Burnt Decay | 2:15  |
| 2.           | In the Grip of Winter       | 4:08  |
| 3.           | Fleshcrawl                  | 0:36  |
| 4.           | Torn from the Womb          | 3:19  |
| 5.           | Slaughterday                | 4:04  |
| 6.           | Dead                        | 3:18  |
| 7.           | Robbing the Grave           | 4:20  |
| 8.           | Hole in the Head            | 6:03  |
| 9.           | Destined to Fester          | 4:34  |
| 10.          | Bonesaw                     | 0:45  |
| 11.          | Dark Crusade                | 3:55  |
| 12.          | Mental Funeral              | 0:37  |
| Total längd: | Total längd:                | 38:07 |

## Medverkande
Musiker (Autopsy-medlemmar)
- Chris Reifert – sång, trummor
- Danny Coralles – gitarr
- Eric Cutler – gitarr, sång (spår 5)
- Steve Cutler – basgitarr

Bidragande musiker
- Körsång spår 2 och 6 – The Boogieman (Petri Toivonen), Mike, Bob, Troy, Hammy (Paul Halmshaw), Ron Rigler, Derrick, Scott, Jordan

Produktion
- Hammy (Paul Halmshaw) – producent
- Autopsy – producent
- Ron Rigler – ljudtekniker
- Matt Vickerstaff – omslagsdesign
- Kev Walker – omslagskonst